# Amalasunta
Amalasunta (??? - 535.) bila je kćer ostrogotskog kralja Teodorika Velikog. Bila je dobro obrazovana i tečno je govorila latinski, grčki i gotski.
Kada joj 526. godine umire otac Teodorik Veliki ostrogotskim kraljem postaje njezin sin Atalarik. Budući da je on tada bio suviše mlad ona vlada kao njegov regent. Pokušala je osigurati Atalariku obrazovanje u duhu rimske tradicije, ali ostrogotsko plemstvo se tome opiralo i zahtijevalo je da i oni imaju uticaj u njegovom odgoju. Za njih, koji su još uvijek bili barbari, obrazovanje je bilo nebitno. Oni su zahtijevali da kralj bude ratnički obučen, te da se i ponaša kao ostali barbari. Taj njihov utjecaj doveo je do toga da je Atalarik postao previše odan porocima (pretjeranom opijanju), što ga je fizički ugrozilo, te je umro 534. godine sa svega 18 godina starosti.
Održavala je bliske odnose s bizantskim carem Justinianom I. Dopustila mu je da koristi Siciliju kao bazu za Belizarov napad na Vandale u Sjevernoj Africi. Nakon smrti sina postaje kraljica, a rođak Teodahad bio joj je partner u vladavini, ali ju kasnije izdaje. Plemstvo se pobunilo protiv nje i zatvorilo ju je na jednom otoku, gdje je i ubijaju 535. godine. Nakon toga Teodahad postaje kraljem.
Nakon njezine smrti Justinijan I. poslao je Belizara i započeo Gotski rat, ponovo zauzimajući Italiju i svrgavajući Teodahada s prijestolja.